# Friedrich Wilhelm Zimmermann
Friedrich Wilhelm Zimmermann, född den 5 april 1826, död den 6 februari 1887, var en tysk kopparstickare.
Zimmermann utbildade sig först i Leipzig under Sichling, studerade 1847-53 i Dresden, besökte därpå Paris och var 1854 lärjunge av Thäter i München. Hans stick är mycket värderade, som Ecce homo (efter Guido Reni, 1849), Batonis Botfärdiga Magdalena, De sörjande judarna (efter Eberle, 1857), Brunhilds mottagande i Worms (efter Schnorr, 1862), Karl V hos Fugger i Augsburg (efter Karl Becker, 1874) med flera.